# Heinz Draehn
Heinz Draehn (* 28. November 1921 in Rostock; † 12. Oktober 2010 in Bernau bei Berlin) war ein deutscher Schauspieler und Kabarettist, der in der DDR vor allem durch seine Darstellung des „Kuddeldaddeldu“ bekannt war.

## Leben
Heinz Draehn fuhr nach der Schulzeit zur See und kam während des Zweiten Weltkriegs in Jugoslawien in Kriegsgefangenschaft. In dieser Zeit war es ihm möglich, mehrere Schuljahre nachzuholen. Gleichzeitig begann er mit dem Theaterspielen. Nach seiner Freilassung arbeitete er in Rostock als Hafenarbeiter und spielte im Laienkabarett Rostocker Spatzen, bis er 1954 von Erich Brehm für das Berliner Kabarett Die Distel engagiert wurde. Dort trat er über 30 Jahre lang in unterschiedlichen Rollen auf und siedelte nach Neuenhagen bei Berlin über. Zwischen 1957 und 1965 spielte er in mehreren DEFA-Filmen, unter anderem in der Satire-Reihe Das Stacheltier.
DDR-weit bekannt wurde er bei seinen Fernsehauftritten als „Kuddeldaddeldu“, seiner Darstellung eines Seemanns, die der Figur Kuttel Daddeldu von Joachim Ringelnatz entlehnt war. Die Texte schrieb Hans Krause. In dieser Rolle, die er seit Mitte der 1960er Jahre etwa 20 Jahre lang in der Distel spielte, war er in 60 Folgen der Sendung Klock 8, achtern Strom zu Gast. Dazu gehörten auch Dialoge mit Peter Borgelt als „Kuddeldaddelich“. 1979 wurde er „insbesondere für die Gestaltung der Figur des Kuddeldaddeldu“ mit dem Kunstpreis der DDR ausgezeichnet. 1982 erhielt er den Vaterländischen Verdienstorden in Silber.
Nach der Wende gründete er die Kabarettgruppe Distel-Oldies, mit der er auf Tournee ging. Er trat auch weiter solistisch auf.

## Diskografie
- Wenn die Seefahrt nicht wär'… : Kuddeldaddeldus Abenteuer, Berlin 1981, Litera 865304
- weitere LPs mit Ausschnitten aus dem Programm der Distel
- 'Schwankend auf Linie und Treue – Die Kuddeldaddeldus', Heinz Draehn & Hans Krause, Aufnahmen von 1963–1993; Berlin 2008; selbstironieverlag (Reihe: Kabarettisten der DDR)

## Filmografie
- 1958: Der Hektarjäger (Fernsehfilm)
- 1959: Reportage 57
- 1959: Ein ungewöhnlicher Tag
- 1959: Maibowle
- 1960: Silvesterpunsch
- 1961: Die Liebe und der Co-Pilot
- 1960: Der Vertriebene (Agitationsfilm)
- 1965: Ohne Paß in fremden Betten
- 1991: Luv und Lee (TV-Serie)

## Theater
- 1955: Keine Ferien für den lieben Spott – Regie: Heinrich Fratzer (Kabarett-Theater Distel, Berlin)
- 1955: Himmel, Marsch und Wolkenbruch – Regie: Wolfgang E. Struck (Kabarett-Theater Distel, Berlin)
- 1955: Wer einmal in den Fettnapf tritt – Regie: Ernst Kahler (Kabarett-Theater Distel, Berlin)
- 1956: Wem die Jacke passt… – Regie: Distel-Kollektiv (Kabarett-Theater Distel, Berlin)
- 1956: Oh, du geliebtes Trauerspiel – Regie: Ernst Kahler (Kabarett-Theater Distel, Berlin)
- 1957: Wenn die kleinen Kinder schlafen – Regie: Joachim Gürtner/Erich Brehm (Kabarett-Theater Distel, Berlin)
- 1957: Wohin rollst du, Erdäpfelchen – Regie: Wolfgang E. Struck (Kabarett-Theater Distel, Berlin)
- 1958: Liebe und Raketenbasen – Regie: Ernst Kahler/Robert Trösch (Kabarett-Theater Distel, Berlin)
- 1958: Blick zurück nach vorn – Regie: Wolfgang E. Struck (Kabarett-Theater Distel, Berlin)
- 1958: Kein Platz für milde Satire – Regie: Otto Tausig (Kabarett-Theater Distel, Berlin)
- 1959: Berlin ist, wenn man trotzdem lacht – Regie: Distel-Kollektiv (Kabarett-Theater Distel, Berlin)
- 1965: Bis hierher und so weiter – und noch ein Stück weiter – Regie: Erich Brehm (Kabarett-Theater Distel, Berlin)